# José Luis Padula
José Luis Padula (Tucumán, 30 de octubre de 1893 – Buenos Aires, 12 de junio de 1945) fue un guitarrista, pianista, compositor y director de orquesta dedicado al género del tango. Con grandes dotes naturales para la música, nunca aprendió a leer el pentagrama, fue un prolífico compositor entre cuyas obras se destacan los tangos 9 de Julio, su mayor éxito, y Lunes, con letra de Francisco García Jiménez, su otro tema más difundido.
Sus obras, algunas de ellas reiteradamente grabadas, se destacan por sus líneas melódicas tan sencillas como ricas de hermosa originalidad, conocieron el éxito al ser publicadas y su difusión se prolonga hasta el presente.

## Actividad profesional
Su padre, que era un inmigrante italiano, falleció cuando tenía 12 años, por lo que tuvo que comenzar a ganarse la vida por sus propios medios y decidió aprovechar para ello los conocimientos de música pues ya de niño, tocaba la armónica y la guitarra. Para hacer una actuación más completa sujetó una armónica a un palo sostenida por un cinturón a la parte superior de la guitarra dejándola a la altura de su boca y tocaba los dos instrumentos al mismo tiempo.
La atracción de esa combinación en el público, sumada a su intuición musical y a la facilidad para ser melodioso, le permitió viajar y actuar, primero por su provincia y luego por otras partes del país hasta llegar a la ciudad de Rosario, provincia de Santa Fe, donde compuso su primer tango 9 de Julio, sobre cuyo año de nacimiento hay diferentes versiones.
Padula afirmaba que lo había compuesto en 1908 cuando tenía 15 años; en la Antología del Tango Rioplatense del Instituto Nacional de Musicología Carlos Vega se sostiene que fue hecho el mismo año de su primera publicación, esto es 1916 y Oscar Del Priore e Irene Amuchástegui proponen una hipótesis intermedia conforme la cual la obra era anterior a 1916 y Padula lo estuvo ejecutando con otro título pero que al publicarlo ese año por primera vez le puso el nombre definitivo para aprovechar que se celebraba el centenario de la declaración de la independencia formulada en su provincia natal. Walter Ércoli dice que registró ese tango en Rosario en 1910, haciéndolo nuevamente en Buenos Aires en 1921. Por su parte Néstor Pinsón afirma que fue editado en Rosario en 1918 como tango-milonga, sin letra.
La primera edición en papel fue hecha por el editor Primitivo Sosa, de Rosario mediando un convenio con Padula, pero antes de su vencimiento el autor también autorizó a publicarlo a Alfredo Perrotti; esto derivó en un pleito que finalizó en 1929 con un acuerdo en el cual este último se quedó con los derechos. Paralelamente la editorial Salabert, de París, empezó a publicar el tango, al parecer con autorización de Padula, provocando el reclamo de Perrotti, cuyos derechos abarcaban también el exterior del país, pero no consiguió que la Sociedad Francesa de Autores, Compositores y Editores se los reconociera.
El tango tiene letras provenientes de tres poetas, uno de los cuales hizo dos versiones. La primera la escribió Ricardo M. Llanes, posteriormente académico de número de la Academia Porteña del Lunfardo, al parecer solo para tocar entre sus amigos y fue repudiada años después en 1975 por su autor calificándola de detestable.
Eugenio Cárdenas fue quien escribió la segunda letra conocida que fue grabada íntegra en 1964 por Alberto Marino con la orquesta de Osvaldo Tarantino; anteriormente el estribillo, cantado por Teófilo Ibáñez había sido incluido en la versión grabada en 1931 por la Orquesta Típica Brunswick. Es la única que alude a la fecha patria y hay dos versiones hechas por Cárdenas.
La tercera letra fue realizada por Lito Bayardo en 1931 a pedido de Agustín Magaldi a quien no le parecía atrayente la que había elaborado Cárdenas. Enseguida la grabó Magaldi, poco después lo hizo la Orquesta Típica Columbia cantando el estribillo Ernesto Famá y bastante tiempo después lo hizo Alberto Margal.
Padula se radicó en Buenos Aires y trabajaba en un cafetín de Avellaneda, aledaña a la Capital Federal, donde ganaba dos pesos con su guitarra con la armónica adosada. Cuando por casualidad el dueño lo escuchó practicar en un piano que había en el local, le propuso pagarle el doble si también trabajaba de pianista.
En 1930, su orquesta norteña inició su labor discográfica en el sello Columbia, registrando numerosas placas de chacareras, zambas, rancheras y valses, que por suerte conservamos. Su ranchera La mentirosa, fue un notable éxito de su orquesta y de la estilista Virginia Vera, quien también formaba parte del elenco estable de artistas de la casa Columbia.
Aproximadamente por 1932, ya instalado en Buenos Aires, ingresó a la orquesta que conducían Ernesto Ponzio y Juan Carlos Bazán y trabajó además, en la Orquesta de la Guardia Vieja en la revista evocativa De Villoldo a Gardel, que se dio en el Teatro Nacional, en la que por su versatilidad en la ejecución de los instrumentos musicales desempeñó el papel de Villoldo; en esa orquesta estaban también el guitarrista y violinista Eusebio Aspiazu, el contrabajista, violinista y actor Eduardo E. Árbol Erezcano, el pianista, bailarín, director y compositor uruguayo Enrique Saborido, el violinista Ernesto Juan Muñecas, el violinista Alcides Palavecino, el flautista Vicente Pecci y el guitarrista Domingo Pizarro.
Su estadía en Buenos Aires se interrumpía frecuentemente por viajes de trabajo a Rosario y a Córdoba. También hizo presentaciones con la orquesta típica que formara,  en Tucumán por Radio Aconquija -rebautizada luego, Radio Independencia- y en Radio Prieto de Buenos Aires, donde su vocalista fue Ángel Vargas, con quien grabó los temas de su autoría Brindemos compañero, letra de Enrique Cadícamo y la ranchera Ñata linda, con versos de Lito Bayardo. Aunque económicamente ajustado, Padula, que nunca aprendió a leer música, mantuvo a su esposa y seis hijos con su trabajo.

## Labor como compositor
Además de 9 de Julio, su mayor éxito, Padula compuso otras obras, algunas de ellas, notables: El borracho, El chiflado, La diana, Dulce tango; los tangos Bicho feo, registrado por Anselmo Aieta -no confundir con la pieza de Enrique Maciel grabado por Corsini- y En tren de farra, que grabara Juan Maglio; Lunes, posiblemente su otro tema más difundido, con letra de Francisco García Jiménez, dedicado a Francisco Canaro –quien lo grabó en 1927-, y a Minotto Di Cicco, que entre otros grabó Alfredo De Angelis, con la voz de Carlos Dante y la Orquesta Típica Victor; el tango Tucumán, que grabó D’Arienzo; la milonga Picante, registrada por Padula y por Rodolfo Biagi; los valses Noche de estrellas (que también grabó Canaro) y Noches de invierno, todos los cuales registró la Orquesta Típica Víctor; Memoria, grabado por Fresedo en 1926; con letras de Lito Bayardo compuso los valses No dudes de mí y Me duele el alma, grabado por Virginia Vera, y las rancheras Afilando y La mentirosa, registrado por la Orquesta Típica Víctor. Otras de sus obras fueron Mi vida, Noche de estío, Pasó en mis pagos, Pirincho, Tristezas del alma, El varoncito, Pasó a la historia, que grabó Aieta, 25 de Mayo, que con letra de Cadícamo grabó Teófilo Ibáñez con la orquesta de Firpo y que no hay que confundir con la obra de Eduardo Arolas del mismo nombre, De mis pagos, -dedicado a su amigo Rafael Rossi- El parnaso (1912), ¿Qué querés con tu elegancia?, El taita caballerito, las zambas La Llorona (grabada por su orquesta norteña en 1930, para discos Columbia), Ladrona de corazones (1938), La Gaucha, La quebrada de Lules y Corazones amantes; las rancheras Con los colores del cielo y La Buenamoza, los valses Mi vida, Noche de estrella, con letra de Cadícamo y Me duele el alma con letra de Bayardo grabado por Virginia Vera, Gemido, tango con letra de Cadícamo, Bardi (1941), dedicado a la memoria de su "viejo amigo y gran compositor”, El guaraní (1941), Violetas (1941), tango con letra de Héctor Marcó dedicado al “Dr. Elkin, caballero y amigo, a quien todos los artistas confían el destino de su garganta por la maestría de su sabia mano”.

## Valoración
Pinsón dice que Padula era “un dotado natural que llegó a tener un estilo limpio lleno de ritmo y sugerencias cuando en el piano tocaba tangos” y cuenta que el pianista tucumano Manuel Escobar que lo frecuentó lo describía como “un hombre de físico bien armado, correctamente vestido de acuerdo a sus posibilidades, amigo de la noche, dicharachero y bromista, autor de frases originales, gran tomador de café, y al que algunos llamaban El Tuerto por su ojo derecho cerrado. Fue un talento y un tipo querible.” Dice García Jiménez que las obras de Padula eran incluidas en los repertorios de todas las orquestas y tarareadas por los transeúntes por las calles en una "transmisión espontánea y recíproca de esas líneas melódicas tan sencillas como ricas de hermosa originalidad, invadiendo el país entero."
José Luis Padula falleció en Buenos Aires el 12 de junio de 1945.